# Saint-Pierre-des-Champs
Saint-Pierre-des-Champs är en kommun i departementet Aude i regionen Occitanien  i södra Frankrike. Kommunen ligger  i kantonen Lagrasse som ligger i arrondissementet Carcassonne. År 2022 hade Saint-Pierre-des-Champs 202 invånare.

## Befolkningsutveckling
Antalet invånare i kommunen Saint-Pierre-des-Champs
Referens: INSEE